# Down to Earth (bog)
 For alternative betydninger, se Down to Earth. (Se også artikler, som begynder med Down to Earth)
Down to Earth (1999) er en faglitteratur-bog af den australske forfatter Tim Winton og fotografen Richard Woldendorp. Bogen er en samling af fotografier af det australske landskab, med et medfølgende essay af Winton, der undersøger hans personlige svar til landet. 